# Incidente de la isla de Perejil
El  incidente de la isla de Perejil fue un conflicto armado que involucró a España y Marruecos, el primero librado en el siglo xxi por ambos países, desarrollado entre el 11 y el 20 de julio de 2002. El casus belli fue la ocupación militar de la isla de Perejil por una dotación de presa de la Gendarmería Real de Marruecos. Tras un cruce de declaraciones entre ambos países, las tropas españolas desalojaron finalmente a los infantes de Marina marroquíes que habían relevado a los gendarmes.

## Antecedentes

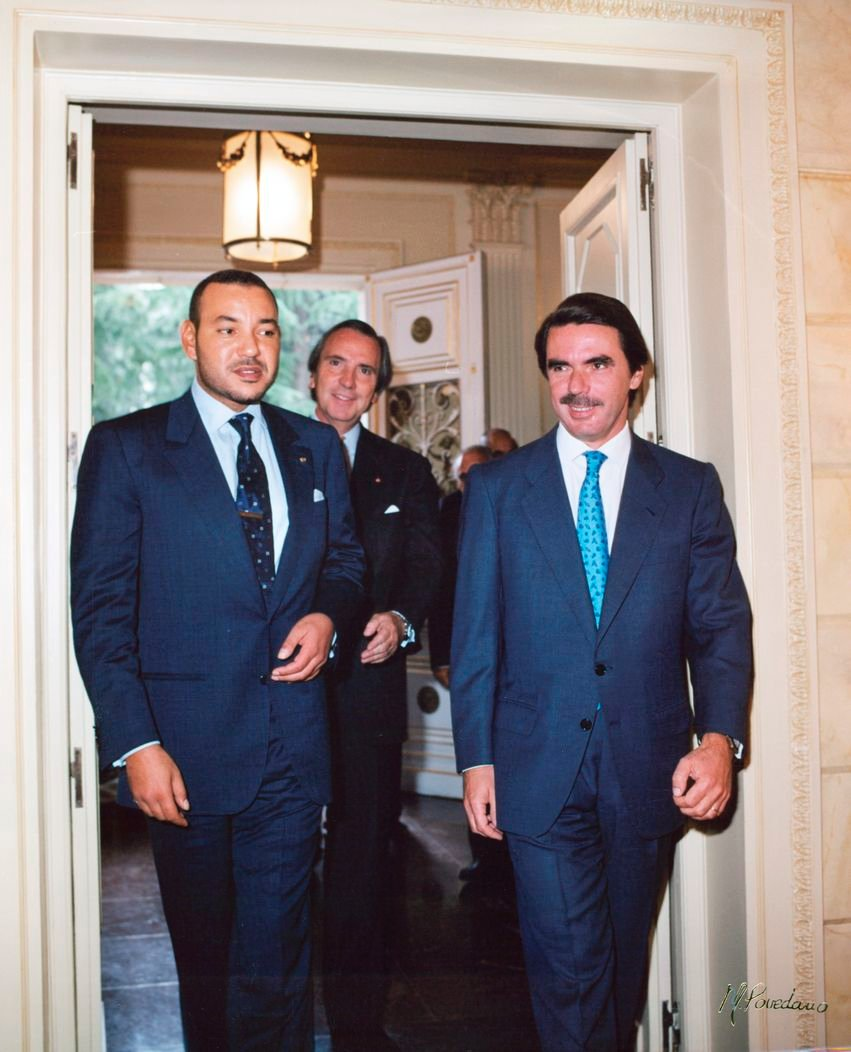
El presidente español, José María Aznar (derecha), recibe al rey de Marruecos, Mohamed VI (izquierda), que apenas llevaba un año de reinado. 19 de septiembre de 2000.

La ocupación de la isla Perejil vino precedida por una escalada de tensión en la relación diplomática entre España y Marruecos desde la llegada al trono del rey Mohamed VI (julio de 1999), que supuso la retirada de su embajador en España en octubre de 2001
Las razones de la ocupación de la isla no han sido comunicadas oficialmente por las autoridades de Marruecos, pero los gendarmes involucrados afirmaron formar parte de una operación antidroga. A pesar de ello, ciertos sucesos pudieron estar detrás de las acciones marroquíes:
1. La reclamación marroquí de los territorios españoles en África.[3]
2. El apoyo del gobierno español al censo de saharauis realizado por la MINURSO y al plan para solucionar el contencioso del Sáhara Occidental, lo que el nuevo rey consideró como la «traición de Aznar».
3. Los acuerdos pesqueros y su cancelación. Marruecos solicitaba prácticamente la misma remuneración económica por faenar en sus aguas (90 millones de euros al mes), pero reduciendo el 80% de buques y cambiando la forma de contratación de estos.

Se trató de solucionar las relaciones por vía diplomática: primero, Marruecos envió a dos ministros tras la declaración de Aznar, según la cual la cancelación de los acuerdos pesqueros «traería consecuencias»; y también por parte española, entre las que destacan la visita del entonces líder de la oposición José Luis Rodríguez Zapatero.

## Cronología de la ocupación de la isla
En la mañana del 11 de julio de 2002, un grupo de marinos marroquíes al mando de un suboficial perteneciente a la dotación de un patrullero desembarcaron en la isla y colocaron dos banderas de Marruecos. Una patrullera de la Guardia Civil se percató de los hechos y decidió acercarse para investigar. Tras enviar una zodiac para desembarcar y advertir a los que allí se encontraban que debían retirarse, los marinos marroquíes espetaron a los agentes españoles: «Marchaos de aquí, esto no es tierra española». En ese momento se produjo una breve pero tensa discusión que quedó zanjada cuando los marroquíes encañonaron con sus AK-47 a los españoles y amenazaron con dispararles «por error». Los agentes españoles, armados únicamente con sus pistolas reglamentarias, se retiraron y comunicaron el incidente a su base.
La razón esgrimida por los marroquíes fue la participación en una operación antidroga: la isla de Perejil fue utilizada durante algunos años como refugio de piratas y contrabandistas. Desde Rabat (capital de Marruecos) se informó esa misma noche que el islote no sería abandonado, puesto que «pertenece a Marruecos».
- 12 de julio: la recién nombrada ministra de Asuntos Exteriores, Ana Palacio, confirma a los medios que ha mantenido una conversación con su homólogo marroquí, Mohamed Benaissa, y se muestra confiada en que dicha conversación «ayude a dar una solución satisfactoria» a la crisis.
- 13 de julio: la UE se manifiesta por primera vez en favor de España y presiona a Marruecos para que abandone la ocupación. El primer ministro marroquí, Abderramán Yusufi, promete buscar una solución «muy rápida» al asunto.
- 14 de julio: en un contundente comunicado, la presidencia danesa de la UE exige a Rabat que «retire inmediatamente sus tropas», al tiempo que expresa su «total solidaridad con España».
- 15 de julio: la crisis con Marruecos es objeto de discusión en el Debate sobre el Estado de la Nación. Por su parte, la OTAN califica la ocupación marroquí de «gesto inamistoso» y exige la restitución del statu quo a Rabat.
- 16 de julio: Marruecos sustituye la docena de marinos, que inicialmente irrumpieron en la isla, por un destacamento de Infantería de Marina de la Base de Alhucemas. Por su parte, España refuerza sus tropas en las ciudades de Ceuta y Melilla por unidades de la Guardia Civil, y la Armada moviliza entre otras la fragata F-101 Álvaro de Bazán y anuncia la retirada indefinida de su embajador en Rabat. España exige que las tropas marroquíes abandonen la isla antes de las 02:00 de la madrugada (hora de Marruecos) del día siguiente.
- 17 de julio: a las 6:17 (4:17 de la madrugada en Marruecos), dos horas después de expirar el ultimátum dado por España a Marruecos para que procediera el repliegue militar, comienza la operación denominada Romeo-Sierra para desalojar a los invasores, con el reconocimiento de la zona por diversos medios terrestres y aéreos, entre los que se encontraban las cámaras de vigilancia del Estrecho del Mando de Artillería de Costa del Ejército de Tierra y una patrulla de la Infantería de Marina española. A continuación, se inició la operación de asalto aéreo propiamente dicha, ejecutada por el Ejército de Tierra en su totalidad, con la entrada sobre la isla de un helicóptero HU-10 del Ejército de Tierra (ET), que actuó como «señuelo», lanzando mensajes en los que se conminaba a los ocupantes de la isla a abandonarla; con esta acción se perseguían dos objetivos: por un lado, distraer la atención marroquí en dirección contraria a la del punto del asalto; por otro, valorar la capacidad de respuesta marroquí, para llevar a cabo una acción proporcionada contra ellos. Al no obtenerse respuesta, asaltan la isla los miembros del Mando de Operaciones Especiales del ET junto con miembros de la Unidad de Operaciones Especiales de Infantería de Marina (UOE) a bordo de helicópteros HT-27 «Cougar» de las FAMET. La acción se salda con la recuperación del islote por parte del Ejército de Tierra y la entrega a la Guardia Civil de las tropas marroquíes, que fueron devueltas esa misma tarde a Marruecos a través del paso del Tarajal. Una hora antes del inicio de la operación militar, se cerraron al tráfico aéreo los aeropuertos de Jerez y Melilla.
- 18 y 19 de julio: se suceden las declaraciones a ambos lados del estrecho de Gibraltar. Desde España, la ministra Palacio insiste en que hay que volver al statu quo y acusa a Marruecos de actuar de «manera hostil». Desde el reino alauí, Benaissa dice que no volverán al islote pero que España debe abandonarlo «inmediatamente» y deja caer el tema de Ceuta y Melilla como asunto pendiente entre ambos países.
- 20 de julio: EE UU. intensifica su mediación en el conflicto y a última hora de la tarde del sábado anuncia un entendimiento, que confirman poco después los gobiernos de España y Marruecos. Las tropas españolas recogen la bandera y abandonan la isla.
- 21 de julio: la ministra española de Asuntos Exteriores, Ana Palacio, viaja a Rabat para reunirse con su homólogo marroquí, Mohamed Benaissa, y firmar el acuerdo. La reunión es aprovechada también para tratar otros asuntos concernientes a las relaciones diplomáticas entre ambos países.

## Operación Romeo-Sierra
El desalojo de la isla de Perejil fue realizado mediante la Operación Romeo-Sierra para devolver la isla de Perejil a su estatus anterior.
El desalojo constituyó el primer incidente armado que involucró a España tras el retorno de la democracia, la primera vez que entraron en combate fuerzas españolas después de las operaciones en la antigua Yugoslavia y la primera intervención desde la unificación de los tres ejércitos librada en el siglo XXI.
El 17 de julio, componentes del Mando de Operaciones Especiales del Ejército de Tierra tomaron tierra en el islote y detuvieron a las tropas marroquíes, entregándoselas a los Miembros de la Unidad de Operaciones especiales del Cuerpo de Infantería de Marina de la Armada Española.
Al día siguiente llegaron legionarios desde Ceuta e impidieron que descendieran a tierra algunos marroquíes que trataban de llegar a la isla con al menos una pequeña embarcación particular.
Los soldados marroquíes capturados fueron devueltos por la frontera de Ceuta y, pocos días después, se firmó un acuerdo entre España y Marruecos, por el que se decidió volver al statu quo anterior. Las tropas españolas abandonaron el islote, que quedó deshabitado de nuevo.

### Preliminares

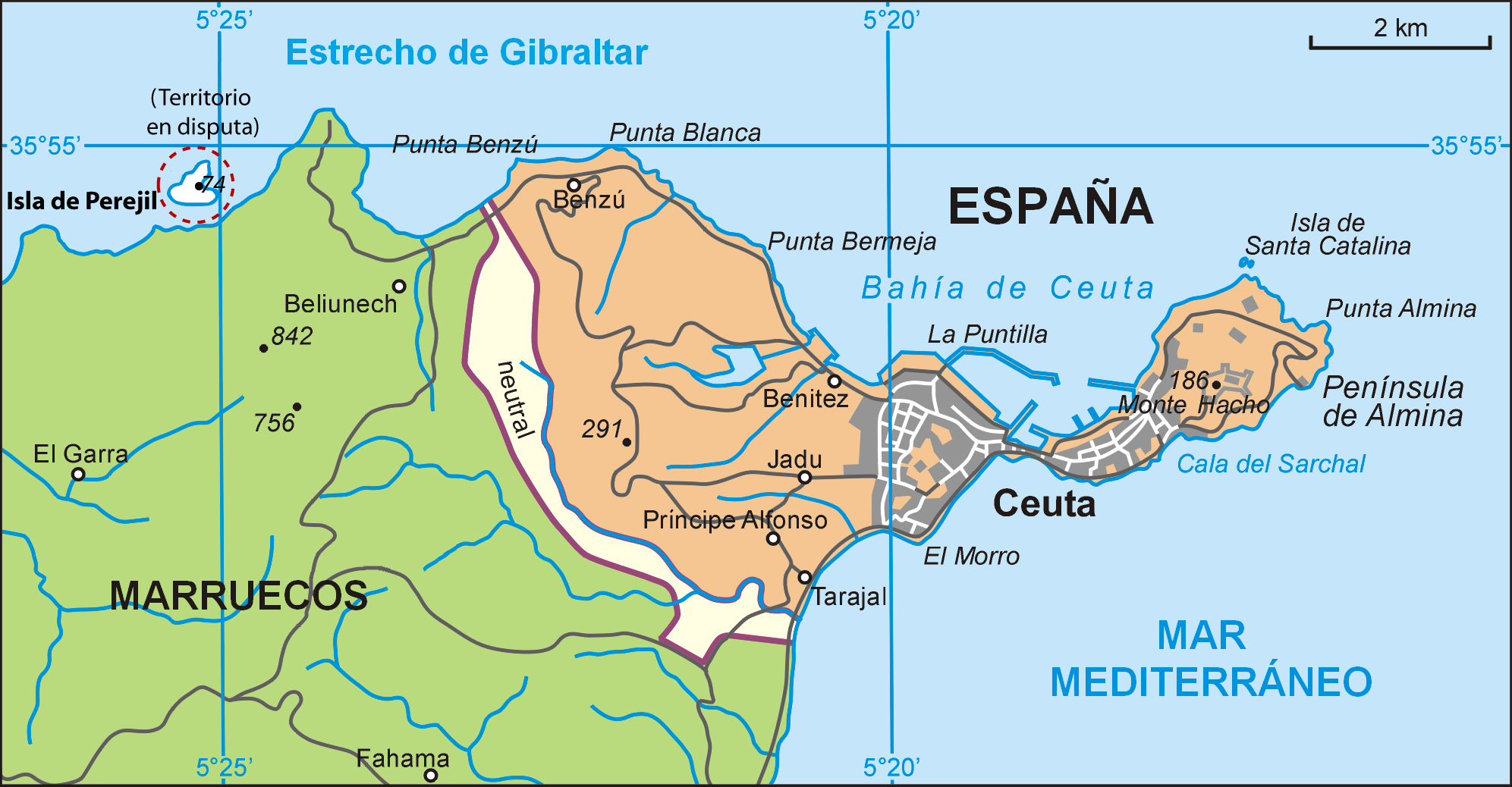
Mapa de Ceuta, con el islote de Perejil a la izquierda

Los dirigentes españoles llevaban estudiando emprender una operación militar tras varios incidentes en la isla de Perejil, con la ocupación del islote por parte de marinos marroquíes que no dudaron en expulsar a punta de fusil a los guardias civiles españoles que, habiéndose percatado de los hechos a las pocas horas, se habían aproximado para advertir a los marroquíes de que debían desalojar el islote, la colocación de dos banderas de esa nacionalidad, el cambio de aquellos por infantes de marina, la intención de levantar estructuras estables y, el día 16 de julio, la convocatoria de la prensa internacional a una visita al islote.
Ya desde el mismo día 11, horas después de conocerse la noticia de la ocupación, llevaban en alerta elementos del GOE (Grupo de Operaciones Especiales) III. Incluso el día 14 se ordenó preparar el asalto, pero la operación fue cancelada con todo el equipo listo en los helicópteros.
Esta ocupación militar por parte de Marruecos es difícil de entender, dado que el valor estratégico de la isla ya ha desaparecido con los nuevos medios militares y su valor económico siempre ha sido nulo. Por ello este hecho debe enmarcarse dentro de la reclamación de los territorios españoles en África por parte de Marruecos, que, junto con el precedente de la ocupación marroquí del Sáhara Occidental, decidieron al Gobierno de España a emprender una medida de fuerza limitada que expulsara al ejército marroquí de la isla.

### Objetivos de la operación
Fuese cual fuese la operación planificada, debía cumplir cuatro objetivos:
1. Devolver el islote al estatus anterior a la llegada de los gendarmes de una forma firme y decidida.
2. Permitir la libertad de maniobra para el Gobierno español.
3. Evitar una escalada de tensiones que desembocara en una crisis de alto nivel (la que requiere el uso de las armas).
4. Ofrecer una salida honrosa al Gobierno marroquí.

Tres fueron las alternativas propuestas:
1. Continuar con la presión diplomática.
2. Emprender una acción militar limitada seguida de una vuelta al estado actual.
3. Responder con dureza pese a llegar a una situación de grado medio o alto.

La segunda fue la elegida, pese a la controversia existente y que continuó después.
El dispositivo fue levantado por miembros de los tres ejércitos:
1. El Ejército de Tierra debía llevar a los miembros de Operaciones Especiales y a los del Tercio de la Armada hasta el islote y tomarlo sin pérdida de vidas (tenían prohibido abrir fuego si no eran atacados directamente, por muchos disparos que oyeran).
2. La Armada debía bloquear a todos los buques marroquíes, coordinar la operación desde el buque de mando Castilla (L-52) y participar en la toma del islote.
3. El Ejército del Aire cubriría a todos los hombres, navíos y aeronaves participantes de una posible reacción marroquí.

El diario español ABC explicaría todos estos movimientos y gestos con la frase «y todo esto por una isla que no vale ni el combustible de los helicópteros».
Sin embargo, la opinión entre políticos, diplomáticos y militares no era unánime sobre la conveniencia ni el éxito de la operación (ver más adelante).
El ministro Trillo explicó toda la operación renunciando a siglas militares y utilizando un lenguaje más prosaico que comenzaba con «al alba y con fuerte viento de levante». Estas palabras fueron empleadas por distintos líderes políticos, como Rodríguez Zapatero, que se refirió a la Operación como «los sucesos ocurridos al alba».
La noche del 16 de julio, narró el entonces ministro Federico Trillo en rueda de prensa al día siguiente, estaba reunido parte del Consejo de Ministros en el Palacio de la Moncloa. Tras exponer la situación al presidente Aznar, continuó explicando el ministro, este salió al balcón para reflexionar y a la vuelta dijo:

Ya no se puede hacer nada más. Que Dios les ayude, que tengan mucha suerte y que vuelvan con el triunfo.

### Comienza la operación

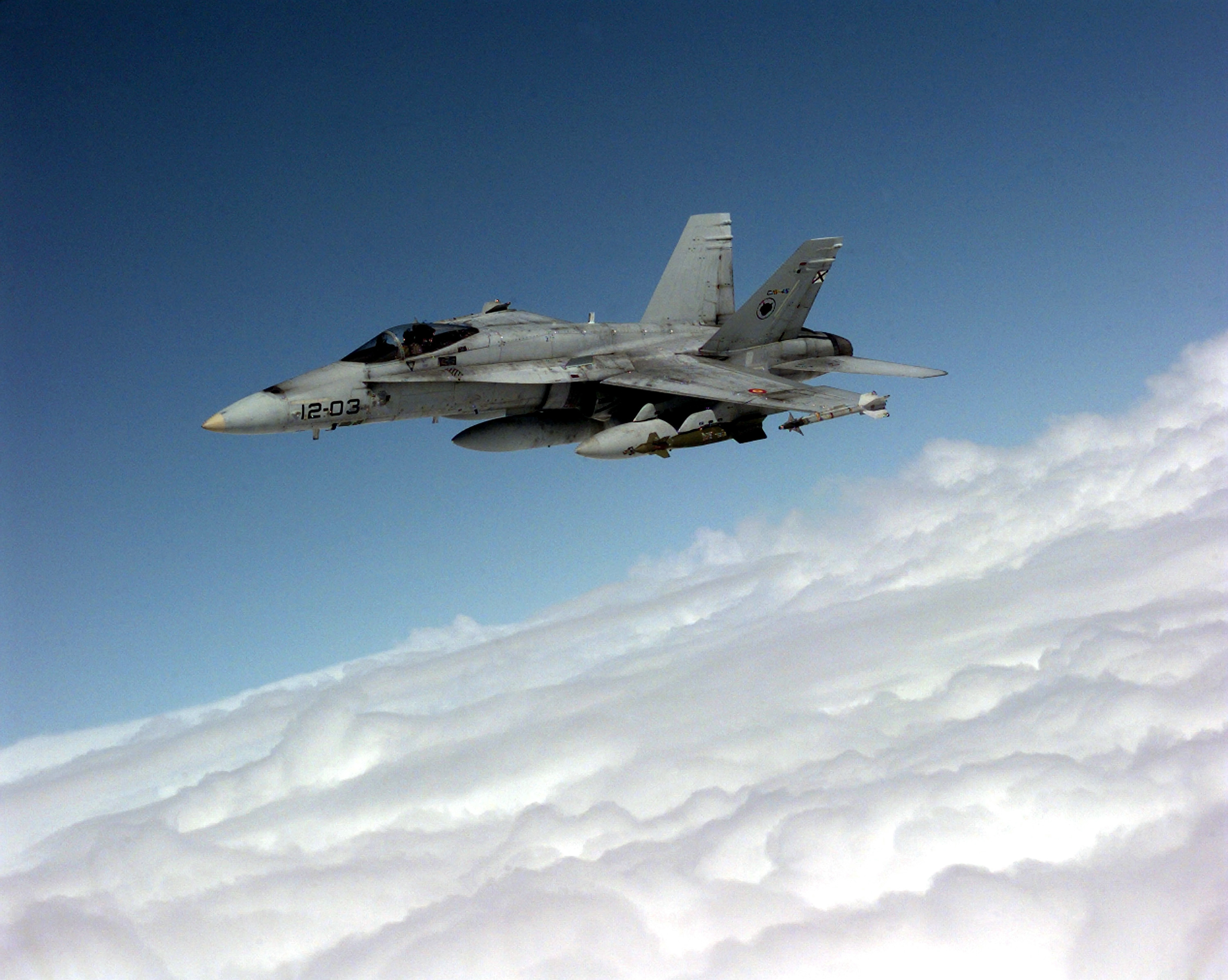
Los F-18 y los F-1 fueron desplegados para controlar el cielo de Perejil

Se desplegaron cazabombarderos F-18 y los Mirage F-1 armados con misiles aire-aire para cubrir el espacio aéreo. Los helicópteros del escuadrón 803 llevaban montadas ametralladoras en las puertas y dos de ellos despegan para cubrir la operación.
A las 23:43 despegan los tres helicópteros AS 532 Cougar de su base en Alicante con los miembros del Equipo 31 del GOE III camino de Cádiz para recoger cinco miembros del Tercio de Armada, tres miembros de la Unidad de Operaciones Especiales y dos miembros de un equipo ACAF (Adquisición y Control de Apoyos de Fuego) encargados de coordinar el apoyo aéreo cercano y el fuego naval.
Poco después de las 02:00 se cierra el espacio aéreo español. Los aviones en vuelo aterrizan en los aeropuertos, los que están en tierra son retrasados y los que se aproximan aguardan autorización. De las bases de Torrejón de Ardoz, Morón, Zaragoza y Los Llanos despegan los cazas.
La flotilla la forman cuatro helicópteros Eurocopter Cougar que transportan a los miembros de operaciones especiales y tres UH-1H de menor tamaño para cubrirlos de cerca. Uno de ellos recorrería la isla emitiendo por los altavoces instalados un mensaje en árabe y en francés para los infantes de marina marroquíes, mientras los otros UH-1H artillados le cubren.
Desde el buque de asalto Castilla (L-52), que permanece inmóvil en el estrecho, se dirige la operación. Distintos buques de la Armada dan cobertura y protección. Entre ellos, la fragata Navarra, de la clase Santa María.

#### Asalto aéreo
A las 06:17 (hora H), cuando el mando español consideraba que los centinelas estarían dormidos o cansados de hacer guardia, llegan los helicópteros a la isla y comienzan a desembarcar los hombres en la parte más oriental. El descenso por cuerda rápida es descartado, al no estar los helicópteros Cougar equipados para ello, y los soldados saltan a tierra desde las aeronaves, encañonan al primer grupo de infantes marroquíes y los reducen sin encontrar resistencia.
Parte de la escuadrilla continúa su vuelo hasta la parte más occidental y más elevada del islote, donde duerme el grueso de los soldados.
Mientras uno de los Cougar rodeaba la isla emitiendo varias veces su mensaje grabado en los dos idiomas y otro cubre con tiradores a bordo, el resto de las aeronaves alcanzan la zona más occidental para dejar en tierra al resto de los soldados. Nuevamente, las máquinas se detienen para permitir el salto con cierta seguridad; pero el viento, de 37 nudos y de costado, zarandea uno de los helicópteros y un aspa choca contra el suelo; no obstante, el piloto logra enderezar la aeronave y evita lo que podía haber convertido la operación en un desastre. Sin embargo, el fuerte viento tiene sus consecuencias: uno de los asaltantes se golpea la rodilla al saltar, aunque seguirá con la operación. Son las 6:20 cuando los comandos ponen pie en tierra en el islote.
Los infantes de marina marroquíes son detenidos sin oponer resistencia y los españoles descienden a la parte más baja por si aún quedaran fuerzas marroquíes no localizadas, mientras el resto cuida de los prisioneros y se interroga al brigada marroquí al mando. A los infantes de marina marroquíes se les incautan dos subfusiles Heckler & Koch MP5 y cuatro fusiles de asalto Kalashnikov.
En menos de diez minutos la posición está tomada y consolidada, pese a que las tareas para cerciorarse de que no había más efectivos se prolongaron por más tiempo.

#### Tras la recuperación del islote
A la mañana siguiente llegan al islote nuevos helicópteros que traen, entre otras cosas, una bandera española. Un soldado sube a la parte más alta de la isla y la clava en tierra (la escena fue fotografiada desde Marruecos por un fotógrafo británico que llevaba varios días esperando con su equipo de varios teleobjetivos).
Los soldados marroquíes son llevados a Ceuta y entregados a la Guardia Civil, que siguió las órdenes de tratarlos como inmigrantes ilegales. Mientras, los miembros de operaciones especiales son relevados por soldados de la Legión Española. Estos permanecen en la posición algunos días, impidiendo que nadie desembarque, y levantan un puesto de telecomunicaciones con piedras obtenidas del propio enclave.
Llegado a un acuerdo entre los Gobiernos español y marroquí, la isla es abandonada.

### Incógnitas
- ¿Qué significa el nombre?

RS o su deletreo en el Alfabeto fonético de la OTAN como Romeo-Sierra no fue explicado a qué palabras sustituía. Se ha postulado «Restaurar Soberanía», pero el Gobierno no lo aclaró. Otras hipótesis señalan que podrían ser las iniciales de «Respuesta Segura».
- ¿Qué mensaje emitía uno de los helicópteros?

El texto, las traducciones y la grabación de dicho mensaje fue materia clasificada desde el comienzo.
- ¿Era necesaria una operación conjunta empleando tantos efectivos para desalojar a 12 soldados?

El Gobierno afirmó que la seguridad de sus hombres era lo fundamental; además la Operación constituía una ocasión para probar la coordinación entre los ejércitos, pero desde fuentes militares se mantiene que tantos riesgos y esfuerzos de coordinación resultaban innecesarios o incluso indeseables.
- ¿Por qué decidió Marruecos emprender una acción de ese tipo?

Tampoco existen certezas sobre las razones para lanzar una acción tan arriesgada, que finalmente le fue perjudicial desde la perspectiva internacional. Se postula la necesidad del nuevo rey Mohamed VI en acallar las críticas sobre su desentendimiento de la política nacional (retrasó su incorporación a las tareas de gobierno para continuar esquiando en los Alpes, por ejemplo), para lo que acudió a sus viejas reivindicaciones nacionalistas que tantos éxitos les depararon a sus antecesores. También se mantiene la posibilidad de que no fuera el Rey quien ordenara iniciar la acción, sino partes de su gobierno deseosas de desgastarlo.

## Consecuencias

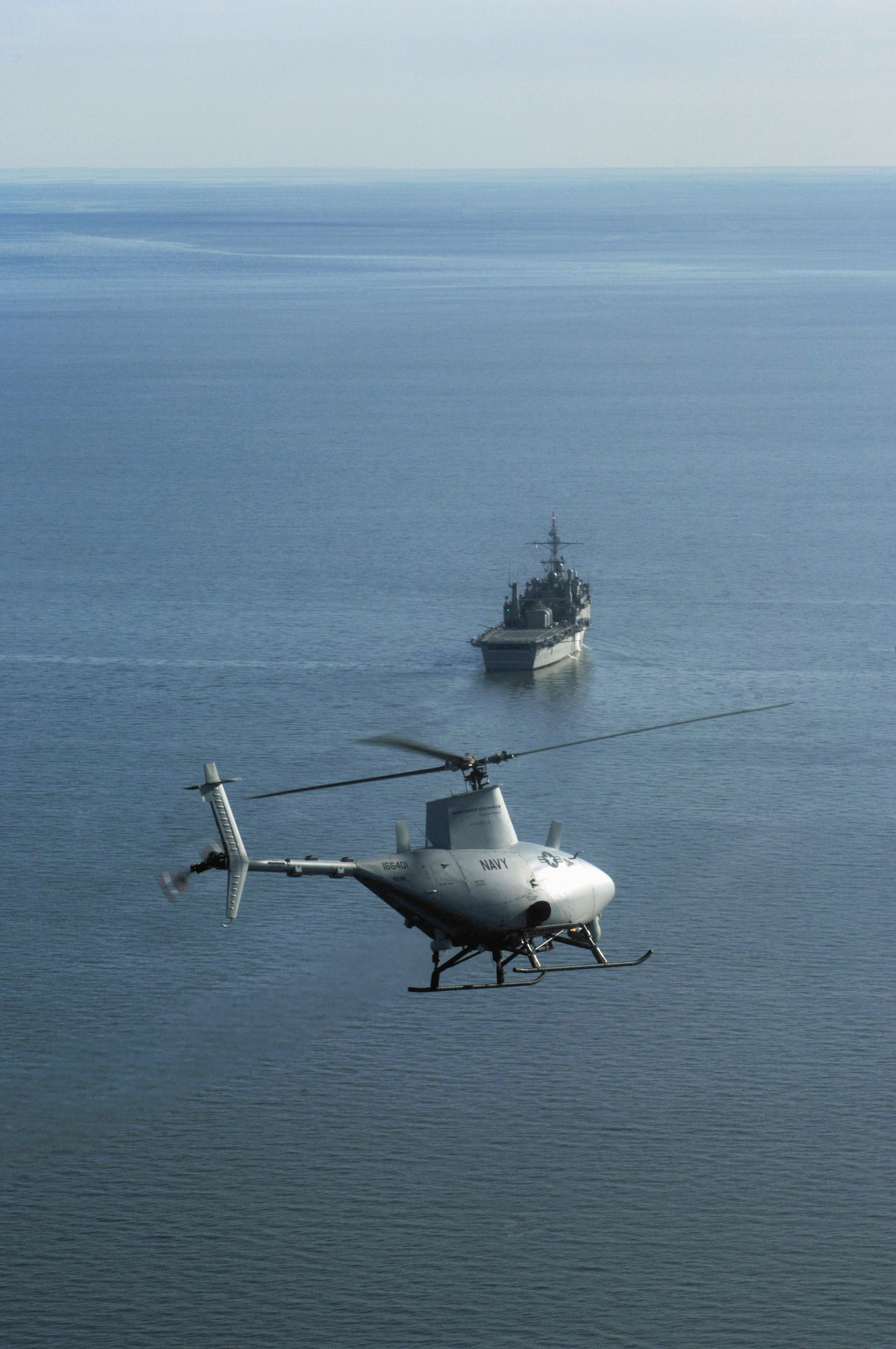
Tras los incidentes en Perejil el Gobierno aprobó una serie de compras para la Armada, como los nuevos helicópteros teledirigidos MQ-8 Fire Scout, en aquel momento en fase de desarrollo; sin embargo el posterior gobierno del PSOE canceló la operación.

Tras finalizar la operación, las tropas de la Legión Española permanecieron en el islote. Estados Unidos entró a mediar la situación, que terminaría volviendo al statu quo ante bellum. Todas las tropas españolas se retiraron, y la isla permanece desocupada e inhabitada pero reclamada por ambos bandos. 
La Operación RS representó, desde sus comienzos hasta su ejecución, un acto principalmente simbólico. A diferencia de anteriores sucesos armados protagonizados por España por esos años, como la llamada guerra del fletán o la participación de cazabombarderos F-18 en operaciones de ataque sobre la Antigua Yugoslavia (Destacamento Ícaro), el caso de Perejil traía recuerdos de la continua escalada de reclamaciones de Ceuta y Melilla, y las obtenciones territoriales de Tarfaya, Ifni y el Sáhara español por parte de Marruecos. Por ende, se ha analizado al incidente de Perejil como una advertencia implícita del gobierno español frente a las reclamaciones territoriales marroquís, llegando al uso de la fuerza armada si es necesario.

### Repercusiones en España
Tras la Operación, el respaldo político no fue unánime. En el Congreso, la acción del Gobierno recibió el respaldo del PP, el PSOE, CiU, Coalición Canaria y el Partido Andalucista, mientras que contó con el rechazo de IU y el PNV.
La falta de apoyos internacionales, especialmente de los principales socios de la OTAN, formuló la teoría según la cual en caso de un conflicto con el norte de África las Fuerzas Armadas españolas estarían solas, por lo que modernizar y reequipar dichas fuerzas era un requisito importante.
- Al mes siguiente de los sucesos, la Armada anunciaba la compra de helicópteros no tripulados para sus fragatas.[11] Algo que no contemplaba el Plan ALTAMAR por no ser considerada una adquisición esencial en aquel tiempo. A estos les acompañaría la adquisición de 6 SH-60 más.
- En noviembre de ese año, el Gobierno firmaba la orden para construir el buque más grande que ha tenido nunca la Armada Española, el Buque de Proyección Estratégica finalmente bautizado como Juan Carlos I, que la empresa IZAR (hoy Navantia) ya estaba desarrollando conceptualmente.[17] El Juan Carlos I es un buque de transporte de tropas, pero con cubierta corrida igual a la de un portaaviones y mucho más desplazamiento del requerido para el número de soldados que debía transportar. De esta forma la Armada conseguía una segunda plataforma para operar sus aviones. Algo a lo que se había tenido que renunciar en la redacción del ya citado Plan ALTAMAR en los años 90 por considerarse prescindible.[18]
- Así mismo se encargó la construcción de una nueva fragata F-100, con opción a una sexta.

Por su parte, fuentes militares afirmaron que, si bien la Operación demostró que los tres ejércitos podían trabajar conjuntamente, no había ninguna necesidad de ello, pues los miembros del grupo de Operaciones Especiales del Tercio de la Armada se encontraban en el lugar y contaban con los medios y la capacitación para desalojar a los infantes de marina marroquíes, como lo demostró días después con el abordaje al So San.

### Repercusiones en Marruecos
Pasados los años el monarca marroquí declaró haberse sentido «abofeteado y humillado».

### Reacciones internacionales
El respaldo internacional a España fue escaso: al principio el portavoz de la OTAN declaró que el incidente de Perejil era «un asunto bilateral» y señaló que la alianza no se implicaría en el conflicto, pero posteriormente apoyó al gobierno español y exigió a Marruecos que desalojara la isla. Francia, gobernada por Jacques Chirac, se puso del lado de Marruecos. La Liga Árabe, exceptuando Argelia, consideró que el islote de Perejil pertenecía a Marruecos pero no apoyó su ocupación por los marroquíes. Estados Unidos prefirió mantenerse al margen (según el entonces ministro de defensa Trillo, el gobierno norteamericano sugirió que España abandonara y convirtiera en tierra de nadie los territorios españoles de las islas Chafarinas y el Peñón de Vélez de la Gomera para que Marruecos abandonara la isla Perejil y esta volviera a ser tierra de nadie también). Por otro lado, Italia dio su apoyo total al gobierno español; el resto de la Unión Europea dudó en un primer momento, pero la presidencia danesa se alineó enérgicamente con la postura española y el presidente del Consejo de Europa cambió parcialmente su discurso sobre la naturaleza interna del conflicto entre las dos naciones por el que defendía la necesidad de volver al statu quo anterior.